# Anthothela alba
Anthothela alba är en korallart som beskrevs av Molander 1929. Anthothela alba ingår i släktet Anthothela och familjen Anthothelidae. Inga underarter finns listade i Catalogue of Life.